# Amphilius pulcher
Amphilius pulcher is een straalvinnige vissensoort uit de familie van de kuilwangmeervallen (Amphiliidae). De wetenschappelijke naam van de soort is voor het eerst geldig gepubliceerd in 1929 door Pellegrin.